# Stagmatoptera reimoseri
Stagmatoptera reimoseri är en bönsyrseart som beskrevs av Max Beier 1929. Stagmatoptera reimoseri ingår i släktet Stagmatoptera och familjen Mantidae. Inga underarter finns listade i Catalogue of Life.